# Christoph Hegge
Christoph Hegge (ur. 15 sierpnia 1962 w Rheine) – niemiecki duchowny rzymskokatolicki, biskup pomocniczy Münsteru od 2010.

## Życiorys
Święcenia kapłańskie otrzymał 10 października 1988 i został inkardynowany do diecezji Münster. Po dwuletnim stażu wikariuszowskim w Alpen odbył w Rzymie studia doktoranckie z prawa kanonicznego. W 1996 powrócił do kraju i został sekretarzem biskupim, a trzy lata później objął funkcję prowikariusza generalnego diecezji.
31 maja 2010 papież Benedykt XVI mianował go biskupem pomocniczym diecezji Münster, ze stolicą tytularną Sicilibba. Sakry biskupiej udzielił mu bp Felix Genn.